# Софія Саксен-Гільдбурггаузенська
Софія Саксен-Гільдбурггаузенська (нім. Sophie von Sachsen-Hildburghausen), повне ім'я Ернестіна Фредеріка Софія Саксен-Гільдбурггаузенська (нім. Ernestine Friederike Sophie von Sachsen-Hildburghausen), 22 лютого 1760 — 28 жовтня 1776) — принцеса Саксен-Гільдбурггаузенська, донька герцога Саксен-Гільдбурггаузена Ернста Фрідріха III та принцеси Саксен-Веймарської Ернестіни, дружина принца Саксен-Кобург-Заальфельдського Франца Фрідріха Антона.

## Біографія
Софія народилася 22 лютого 1760 року у Гільдбурггаузені. Вона стала первістком в родині герцога Саксен-Гільдбурггаузена Ернста Фрідріха III та його третьої дружини Ернестіни Саксен-Веймарської, з'явившись на світ за півтора року після їхнього весілля. Хрещеними батьками дівчинки стали король Данії Фредерік V із королевою Юліаною, король Польщі Август III Фрідріх та регенти домів Саксен-Кобургу, Саксен-Веймару, Мекленбургу та Вюртембергу. Згодом сімейство поповнилося ще однією донькою Кароліною та сином Фрідріхом.

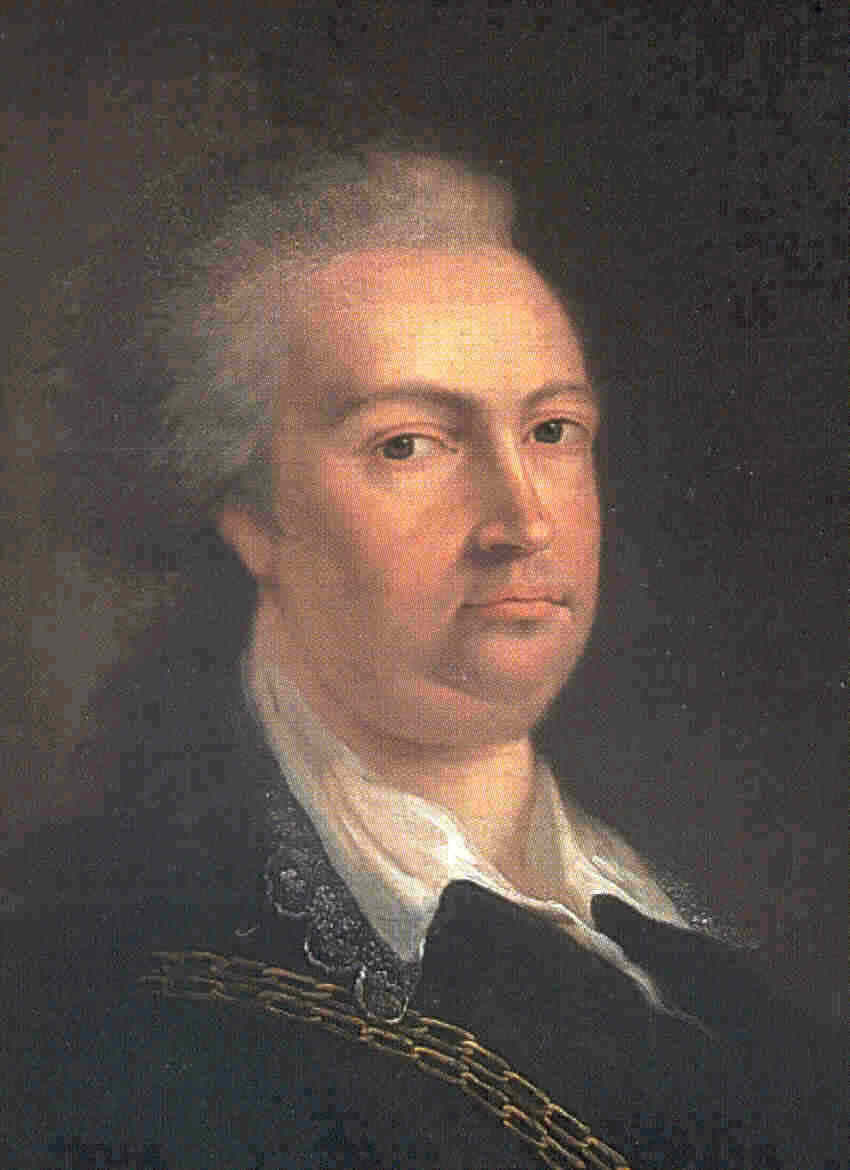
Франц Саксен-Кобург-Заальфельдський

У 16 років Софія була видана заміж за принца Саксен-Кобург-Заальфельдського Франца, старшого від неї на 10 років. Наречений був відомим колекціонером та книголюбом. Проте він був закоханим в Августу Ройсс- Еберсдорфську, однак не міг розірвати заручини із Софією. Весілля пройшло 6 березня 1776 року в Гільдбурггаузені.
Дітей у подружжя не було. За сім місяців після весілля Софія померла від грипу в Кобурзі.
Похована у крипті церкви Святого Моріца в Кобурзі.